# Tsutomu Ōyokota
Tsutomu Ōyokota (jap. 大横田 勉 Ōyokota Tsutomu; * 20. April 1913 in Hiroshima; † 1970) war ein japanischer Schwimmer.
Ōyokota brach während seines Studiums an der Meiji-Universität die japanischen Rekorde über 200 m und 400 m Freistil. 1932 nahm er an den Olympischen Sommerspielen in Los Angeles teil. Dort gewann er über 400 m Freistil Bronze, obwohl er kurz zuvor noch an einer schweren Gastroenteritis gelitten hatte. Im Anschluss an die Spiele und seinem Universitätsabschluss war er für die japanische Armee tätig.